# Source thermale

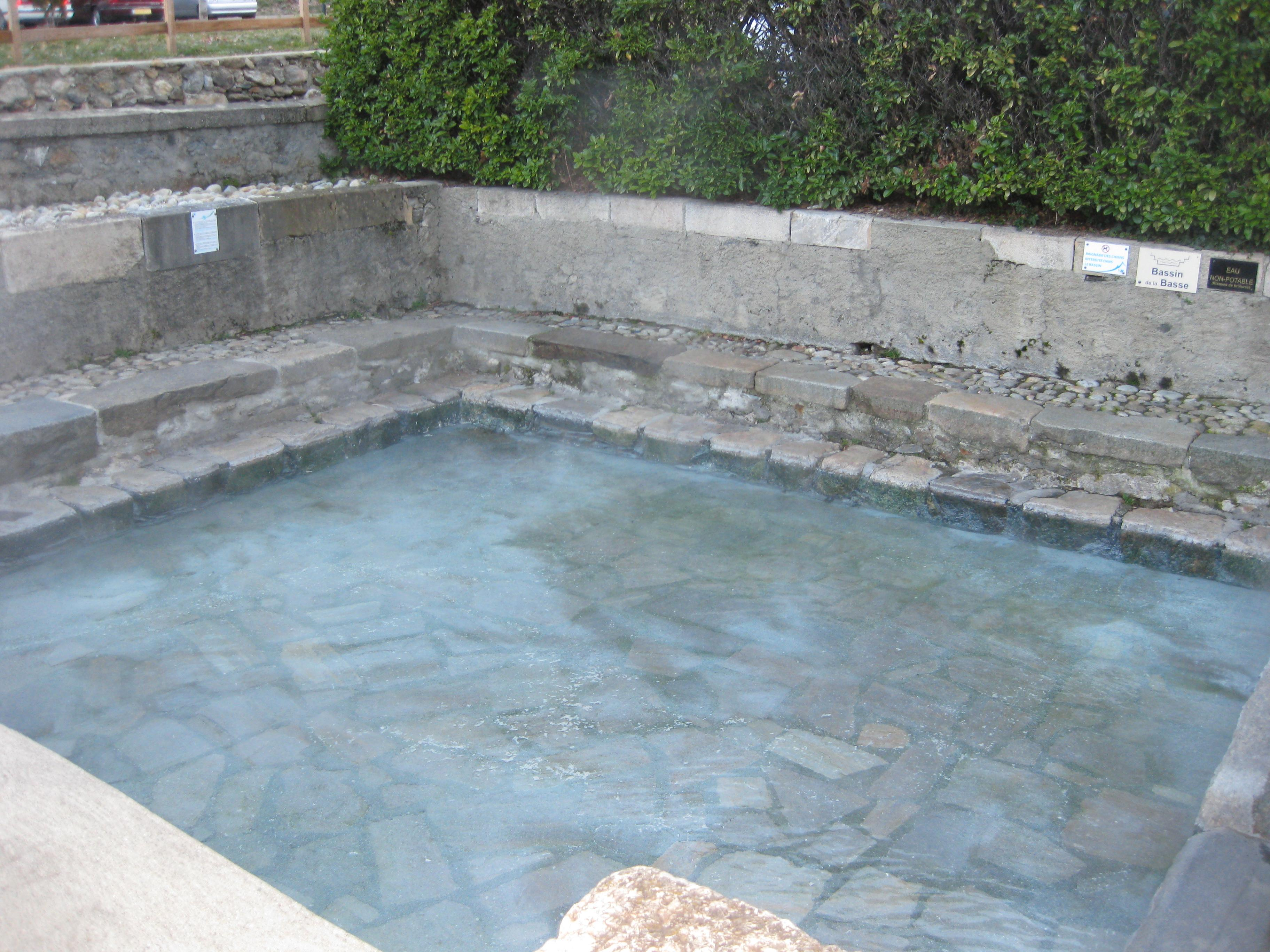
Le bassin des ladres (lépreux) à Ax-les-Thermes, date du Moyen Âge. Sa source soigne les affections dermatologiques et rhumatologiques.

Une source thermale est une source produisant naturellement de l'eau dure. Elle est parfois économiquement exploitée par une station thermale.
Généralement l'eau est chaude et naturellement enrichie en minéraux par une activité volcanique ou géothermique.
De ce fait, elle aurait certaines vertus thérapeutiques. Certaines de ces sources thermales sont ainsi reconnues depuis plusieurs siècles (exemples : Spa, Chaudfontaine), voire plusieurs millénaires (exemples : Aquae Tarbellicae, Aquae : Aix la romaine, Chaudes-Aigues, Loutrá Edipsoú). Bien souvent, des personnes y viennent pour suivre une cure thermale.

## L’eau thermale et son rôle dans le soulagement de la dermatite atopique
L’eau thermale, reconnue pour ses propriétés thérapeutiques, est une eau minérale naturelle utilisée principalement dans les établissements thermaux. Elle se distingue par son origine souterraine, la stabilité de sa composition chimique, une pureté microbiologique, et des propriétés favorables à la santé validées par l'Académie nationale de médecine.

### Les bienfaits de l’eau thermale pour les peaux sujettes à l’eczéma
Les cures thermales, souvent prescrites par les dermatologues pour traiter l’eczéma chronique, apportent des améliorations significatives aux symptômes de cette affection cutanée. Ces cures incluent des bains, des douches et des pulvérisations d’eau thermale, qui, grâce à leur composition riche en sels minéraux et oligo-éléments, apaisent, adoucissent et réduisent les irritations. Les bénéfices incluent une diminution des rougeurs, démangeaisons, tiraillements et inflammations.

### Utilisation de l’eau thermale: indications et conseils
L’eau thermale convient à tous les types de peau, y compris les peaux sensibles et sujettes à l’eczéma, même en période de poussée. Elle peut remplacer l’eau du robinet, souvent calcaire et desséchante, pour le nettoyage du visage. Par exemple, après un nettoyage avec un lait démaquillant ou une eau micellaire, une pulvérisation d’eau thermale suivie d’un léger tamponnage évite l’évaporation et le dessèchement.
Pour les personnes souffrant de tiraillements ou d’aggravation des plaques d’eczéma après la douche, il est recommandé de vaporiser de l’eau thermale sur l’ensemble du corps, puis de sécher délicatement. Ce geste neutralise en partie l’effet desséchant du calcaire. L’eau thermale peut également être utilisée pour apaiser les démangeaisons des enfants, notamment en cas d’érythème fessier.